# Maharana Pratap
Maharana Pratap (9 de mayo de 1540-19 de enero de 1597) fue un rey rajput del reino de Mewar, ahora en el estado indio de Rajastán.